# Karel Václav Kuttan
Karel Václav Kuttan (12. prosince 1859 Nepomuk – 6. ledna 1940 Holoubkov) byl český obchodník, spisovatel a překladatel.

## Životopis
Narodil se v rodině kupce Václava Kuttana a Marie Kuttanové-Pánkové. Měl čtyři sourozence: Marii (1849), Annu (1853), Václava (1855) a Jana (1862). Se ženou Julií Kuttanovou-Hilgartnerovou (1860–1940) měl sedm dětí: Marii Karpíškovou (1886–1958), Julii (1887–1887), Věnceslavu (1888), Karla (1889), Julii (1896), Václava (1896) redaktora, publicistu, básníka a Jana (1901).
V Nepomuku chodil do obecné školy (1866–1870) a do piaristické podreálky (1870–1873). Po odbytí obchodní praxe navštěvoval v letech 1877–1879 německou obchodní školu Karla Petra Kheila v Praze. Od roku 1879 byl zaměstnán ve velkoobchodech v Plzni, Českých Budějovicích a v Brně. Od roku 1886 vedl ve Dvorci otcův obchod, roku 1895 se stal jeho majitelem. V letech 1903–1931 byl disponentem Obchodního družstva v Plzni.
Byl členem Syndikátu českých spisovatelů a členem-zakladatelem Svatoboru. Autor veršů a povídek pro děti i dospělé, překladatel z francouzštiny. Bydlel v Dvorci-Železné Huti, pohřben byl v Plzni.

## Dílo

### Spisy
- Našim dětem: básně pro mládež – ilustroval Karel Ladislav Thuma. Velké Meziříčí: J. F. Šašek, 1889
- Rodinný památník: sbírka nápisů do památníku – Praha: M. Knapp, 1892
- Přáníčka malých gratulantů – Plzeň: s. n. 1892
- Malý gratulant pro českou mládež – Praha: Rudolf Štorch, 1892
- Ohlasy českých dějin – Praha: M. Knapp, 1892
- Přání nejmladších čtenářů: sbírka původních přání pro mládež prvého stupně věku – Praha: M. Knapp, 1892
- Nápisy náhrobní – Praha. M. Knapp, 1892
- Dětský svět: básně pro mládež – ilustroval K. L. Thuma. Velké Meziříčí: J. F. Šašek, 1892
- Hesla a přípitky k různým příležitostem v životě společenském a spolkovém – Praha: M. Knapp, 1892
- Blahé mládí: nové básně pro mládež – ilustroval K. L. Thuma. Velké Meziříčí: J. F. Šašek, 1894
- Ohlasy slavné minulosti: básně výpravné – ilustroval K. L. Thuma. Velké Meziříčí: Šašek a Frgal, 1894
- Svatba: proslovy a díky nevěstiny i ženichovi, přípitky o svatební hostině a odpovědi k nim – Velké Meziříčí: Šašek a Frgal, 1894
- Proslovy žactva ku slavnostem školním i ku všem příležitostem, kdy mládež řečniti může – Velké Meziříčí: J. F. Šašek, 1894
- Malý čtenář: kniha české mládeže – Gabriel Smetana, Josef Zelený, František Serafínský (redaktor); básně: G. Baťová Moravanská, Bohuslav Čermák, Jaroslav Čermák, František Serafínský Procházka, Adolf Heyduk, František Hyšman, Růžena Jesenská, E. Jindra, Karel Jiránek, B. Klimšová, Karel Kocian, Antonín Kosina, J. Kozel, Josef Kožíšek, J. Krček, K. V. Kuttan, Jaroslav Kvapil, J. Kvasnička, J. Malát, Karel Mašek, Tereza Mellanová, Jan Milota, Augustin Eugen Mužík, J. K . Nejedlý, Leopolda Pölzelbauerová, Karel Václav Rais, Julius Skuhravý, Josef Václav Sládek, J. Soukal, F. X. Svoboda, M. Syrová, K. V. Švenda, Bohumil Tožička, Vítězslav Unzeitig, ... Praha: 1894–1895
- Gratulace insertní, telegrafické a visitkové: sbírka čtyř set původních přání k nejrůznějším příležitostem – Velké Meziříčí: Šašek a Frgal, 1895
- Jarým duším – Velké Meziříčí: Šašek a Frgal, 1900
- Gratulant České mládeže: jak přáti veršem rodičům, prarodičům, sourozencům, dobrodincům a učitelům ba i knězi – Praha: vlastním nákladem, 1900
- Všeobecný gratulant: sbírka zcela původních přání ku všem příležitostem pro dospělé i mládež – Praha: v. n., 1900
- Gratulant maličkých: veršovaná přáníčka pro malé dítky – Praha: Eduard Beaufort, 1902
- Mladost-radost: směs povídek a básní – ilustroval Karel Ladislav Thuma. Velké Meziříčí: Šašek a Frgal, 1902
- Bílá Jeskyně – 1902
- Hasičské proslovy a vlastenecká hesla k různým hasičským slavnostem – Velké Meziříčí: Frgal, 1904
- Prázdniny včelčiny – 1904
- Nejúplnější gratulant české mládeže: sbírka přání novoročních, ku jmeninám i narozeninám, proslovů i přání, příležitostných veršem a prosou – Velké Meziříčí: Šašek a Frgal, 1904
- Tygří kůže: román – 1912
- Sbírka přání k svatbě – Praha: F. Švejda, 1913
- Sbírka přání do památníku dívkám, milenkám a nevěstám, nápisů do památníku a přání k svatbě – Praha: František Švejda; Mladá Boleslav: Švikal, 1913
- Pozdravy na pohlednice: sbírka pozdravů místopisných, dějepisných, válečných, blahopřejných atd. – Praha: E. Šolc, 1918
- Všeobecný obchodní dopisovatel: návod k sepisování obchodních spisů s příslušnými vzory různých písemností: ku potřebě obchodního dorostu i obchodních závodů – Praha: Alois Hynek, 1920
- Lidový sekretář: výňatky pro každého občana důležité zákony. a ustanovení, s doprovodem a sbírkou dopisů, podání, žádostí, odporů a různých jiných písemností ve styku s úřady státními, samosprávnými, soukromými a obchodními – Praha: Vortel a Rejman, 1924–1925
- Husově památce: sbírka básní k recitacím – obálka Josef Hodek. Plzeň: Česká ročenka, 1926
- Česko-německý obchodní dopisovatel = Böhmisch-deutscher kaufmänischer Briefsteller: návod k sepisování obchodních spisů s příslušnými vzory různých písemností – ku potřebě obchodního dorostu i obchodních závodů. Praha: Alois Hynek, 1927
- Žižkově památce: sbírka básní k recitacím – Plzeň: Česká ročenka, 1928
- Pohádky drobné z trpaslíků říše, jak národ gnomů pracuje a dýše – ilustrátor Karel Šimůnek. 1930
- Universální nejúplnější gratulant: sbírka zcela původních přání ke všem příležitostem pro dospělé i mládež – Praha: E. Beaufort, 1930
- Pozdravy českému západu: sbírka básní – Plzeň: Marie Lábková, 1933
- Náš hodný koníček – Vimperk: J. Steinbrener, 1934
- Puk a Muk: hodní bratři trpaslíci – Vimperk: Jan Steinbrener, 1934
- Sbírka dějepisných básní. I, Od příchodu praotce Čecha do doby Přemysla Otakara II. – Nepomuk: Spolek rodáků a přátel města, 1934
- Trpaslíci dobří, zmohou víc než obři – Vimperk: J. Steinbrenner, 1935
- O nemocném kuřátku

### Překlady
- Šťastný Mikuláš: povídka pro mládež – Adriana Piazzová. Praha: Jaroslav Pospíšil, 1893
- Z cizí zahrady: povídky pro mládež – Praha: J. Pospíšil, 1893
- Mexickými pustinami: povídka pro mládež dospělejší – Eudoxie Dupuisová. Třebíč: Jan František Kubeš
- Sokové: povídka pro mládež – Petr Duchateau. Praha: J. Pospíšil, 1895
- Osudy nalezenky: povídka pro mládež dospělejší – Adriana Piazzová. Třebíč: J. F. Kubeš, 1896
- V nesnázích života: povídky pro mládež – ilustroval K. L. Thuma. Velké Meziříčí: Šašek a Frgal, 1900
- Vánoční povídky – ilustroval K. L. Thuma. Velké Meziříčí: Šašek a Frgal, 1902
- Miliony tety Zézé – Jules Girardin. Praha: E. Beaufort, 1914
- Galantní ženy Napoleonovců: tajnosti dvorské a palácové a k nim se vztahující rozmluvy a dopisy – Eugen de Mirecourt. Praha: Světová literatura, 1931
- Kord od Slavkova: román – Emile Moreau. Praha: Politika, 1933